# Hermann Weyl
Hermann Klaus Hugo Weyl (AFI: [ˈhɛʁ.man ˈkl̥aʊs ˈhuːɡoː ˈvaɪ̯l]; Elmshorn, 9 novembre 1885 – Zurigo, 8 dicembre 1955) è stato un matematico, fisico e filosofo tedesco.
Tra le personalità più influenti del XX secolo, i suoi studi e le sue ricerche hanno avuto una grande rilevanza in molti settori chiave della matematica (a partire dalla teoria dei numeri), della fisica teorica e della fisica matematica. Pubblicò lavori specialistici, divulgativi e di carattere generale prevalentemente su spazio, tempo, materia, fisica quantistica, filosofia, logica, simmetria e storia della matematica. Notevoli poi i suoi contributi all'analisi matematica, l'analisi funzionale, l'algebra, la topologia e la geometria differenziale. Fu uno dei primi ad ammettere la possibilità di combinare la relatività generale con le leggi dell'elettromagnetismo, dando il via alle moderne teorie di gauge. Ha lasciato tracce di grande rilievo anche in filosofia della scienza.
Trascorse gran parte della sua vita lavorativa a Gottinga, Zurigo e Princeton. La sua personalità scientifica è strettamente legata alla tradizione matematica dell'Università di Gottinga, rappresentata principalmente da David Hilbert e Hermann Minkowski, dove si formò. Fu anche una figura chiave per i primi anni di vita dell'Institute for Advanced Study (IAS) di Princeton, in quanto contribuì in modo determinante a crearvi una prospettiva interdisciplinare integrata e internazionale.
Mentre non vi erano matematici della sua generazione che aspiravano all'universalismo di Henri Poincaré o di Hilbert, Weyl vi si avvicinò come nessun altro. Michael Atiyah, in particolare, ha osservato a questo proposito che ogni volta che si addentrava in un ambito disciplinare, trovava che Weyl l'aveva preceduto.

## Biografia
Weyl nacque a Elmshorn, una cittadina dell'allora provincia prussiana dello Schleswig-Holstein (attualmente uno stato federato della Germania), il 9 novembre 1885, figlio di Ludwig Weyl, un ricco banchiere, e di Anna Dieck. Dal 1904 al 1908 studiò a Gottinga e a Monaco, principalmente matematica e fisica. Conseguì il perfezionamento a Gottinga sotto la direzione di Hilbert e Minkowski. Nel 1910, ebbe il suo primo incarico accademico come assistente universitario a Gottinga di Hilbert. Nel 1913 ottenne una cattedra di matematica presso il Politecnico di Zurigo (ETH), dove rimase fino al 1930 quando assunse la cattedra che fu di Hilbert a Gottinga. Qui rimase fino al 1933 quando, per l'avvento del Nazismo, decise di accettare l'offerta di una cattedra all'IAS di Princeton, dove concluse la sua carriera accademica.

## Interessi e contributi

### Fondamenti geometrici delle varietà differenziabili e della fisica
Vedi trasformazione di Weyl, tensore di Weyl
Nel 1913, Weyl pubblicò Die Idee der Riemannschen Fläche (Il concetto di superficie di Riemann), che diede una visione unificata delle superfici di Riemann. Nel 1918, introdusse la nozione di gauge, e fornì un primo esempio di quella che è oggi nota come la teoria di gauge. Verso la fine degli anni '20, introdusse i metodi della teoria dei gruppi in meccanica quantistica. La teoria di gauge di Weyl fu un tentativo infruttuoso di modellizzare il campo elettromagnetico e il campo gravitazionale come proprietà geometriche dello spaziotempo. Il tensore di Weyl nella geometria di Riemann è di grande importanza per la comprensione della natura della geometria conforme.

### Fondamenti della matematica
Si interessò molto alle questioni, inerenti ai fondamenti della matematica, sollevate dagli intuizionisti. George Pólya e Weyl, durante un convegno di matematici a Zurigo (il 9 febbraio 1918), fecero una scommessa riguardo alla direzione che avrebbe preso in futuro la matematica. Weyl predisse che, nei successivi 20 anni, i matematici sarebbero giunti a comprendere la totale indeterminatezza di alcune nozioni quali quelle di numeri reali, insiemi e numerabilità, e in più che il domandarsi della verità o falsità della proprietà dell'estremo superiore dei numeri reali avesse lo stesso significato dell'interrogarsi riguardo alla verità delle asserzioni fondamentali di Georg Hegel in merito alla filosofia della natura.
L'esistenza di questa scommessa è documentata in una lettera scoperta da Yuri Gurevich nel 1995. Si dice che alla fine delle discussioni sulla amichevole scommessa, le persone convenute decretarono che Pólya sarebbe stato il vincitore (ma Kurt Gödel era in disaccordo).
All'incirca dopo il 1928 Weyl sembrava essersi convinto che l'intuizionismo matematico non si potesse conciliare con il suo entusiasmo verso il pensiero fenomenologico di Edmund Husserl.

### Gruppi topologici, gruppi di Lie e teoria della rappresentazione
Dal 1923 al 1938, Weyl sviluppò la teoria dei gruppi compatti, in termini di rappresentazioni matriciali. Nel caso dei gruppi di Lie compatti dimostrò una fondamentale formula detta formula del carattere di Weyl.
Questi risultati sono fondamentali per capire le caratteristiche di simmetria della meccanica quantistica, che egli trattò sulla base della teoria dei gruppi. Questa trattazione includeva gli spinori. I suoi studi, insieme con la formulazione matematica della meccanica quantistica, in gran parte dovuta a John von Neumann, fornirono la visione generale della meccanica quantistica che è diventata familiare a partire dal periodo intorno al 1930. Anche i gruppi non compatti e le loro rappresentazioni, in particolare il gruppo di Heisenberg, sono stati coinvolti in maniera profonda nella formulazione della teoria. Da questo periodo, in buona misura per la spinta data dalle esposizioni di Weyl, i gruppi di Lie e l'algebra di Lie divennero parti essenziali sia per la matematica pura, che per la fisica teorica.
Il suo libro The Classical Groups, un testo seminale anche se difficile, prende in esame la teoria degli invarianti. Esso tratta gruppi simmetrici, gruppi lineari generali, gruppi ortogonali e gruppi simplettici ed espone risultati sopra i loro invarianti e le loro rappresentazioni.

### Analisi armonica e teoria analitica dei numeri
Weyl mostrò anche come utilizzare le somme esponenziali nell'approssimazione diofantea con il suo criterio per la distribuzione uniforme modulo 1, che rappresentò un passo fondamentale nella teoria analitica dei numeri. Questi risultati sono stati applicati alla funzione zeta di Riemann, così come alla teoria additiva dei numeri. Essi hanno aperto un filone di ricerca poi sviluppato da molti altri autori.

### Ultime attività
Nel 1928 e 1929, fu professore esterno presso la Princeton University.
Weyl lasciò la cattedra al Politecnico di Zurigo nel 1930 e divenne il successore di Hilbert a Gottinga dove tenne la cattedra di matematica. L'avvento del Nazional Socialismo in Germania nel 1933, indusse Weyl, che era ebreo, a trasferirsi presso l'Institute for Advanced Study, dove lavorò con Albert Einstein.
A Princeton Weyl si dedicò alla ricerca di una teoria unificatrice di gravitazione ed elettromagnetismo. Weyl tentò di incorporare l'elettromagnetismo all'interno del formalismo geometrico della relatività generale. Gli studi di Weyl riguardavano le superfici di Riemann e la relativa definizione di varietà complessa in una dimensione e costituiscono parte della teoria delle varietà complesse e delle varietà differenziali.
Gli studi di Weyl costituirono la base per successive analisi circa la violazione della conservazione della parità, una proprietà dell'interazione debole fra leptoni studiata nella fisica delle particelle.
Weyl lavorò presso l'IAS fino al raggiungimento della pensione nel 1952. In seguito visse a Zurigo fino alla morte.

## Visione scientifica
Vi è un commento di Weyl, che, apparentemente scherzoso ma molto vicino all'indole di Paul Dirac, contribuisce a comprendere la sua personalità di scienziato:
"Nel mio lavoro cerco sempre di unire alla verità la bellezza, ma quando devo scegliere tra l'una o l'altra, in genere io scelgo la bellezza."

## Alcune citazioni di Weyl
"La domanda riguardo ai fondamenti profondi e al significato ultimo della matematica resta aperta; non sappiamo lungo quale direzione troverà la sua soluzione finale e neppure se ci si debba aspettare una risposta finale oggettiva. "Far matematica" potrebbe ben essere un'attività creativa dell'uomo, come il linguaggio o la musica, di grande originalità, le cui prese di posizione storiche disattendono la completa e oggettiva razionalizzazione." -- (in Gesammelte Abhandlungen)
"I problemi della matematica non sono problemi che si risolvono in un ambiente sterile... "
"Per l'analisi il circolo vizioso [della definizione impredicativa] che si è insinuato in essa attraverso l'incerta natura degli usuali concetti di insieme e di funzione, costituisce una forma di errore non trascurabile e non facilmente evitato".
"Ai nostri giorni l'angelo della topologia e il diavolo dell'algebra astratta si contendono l'anima di ogni disciplina della matematica."

## Pubblicazioni

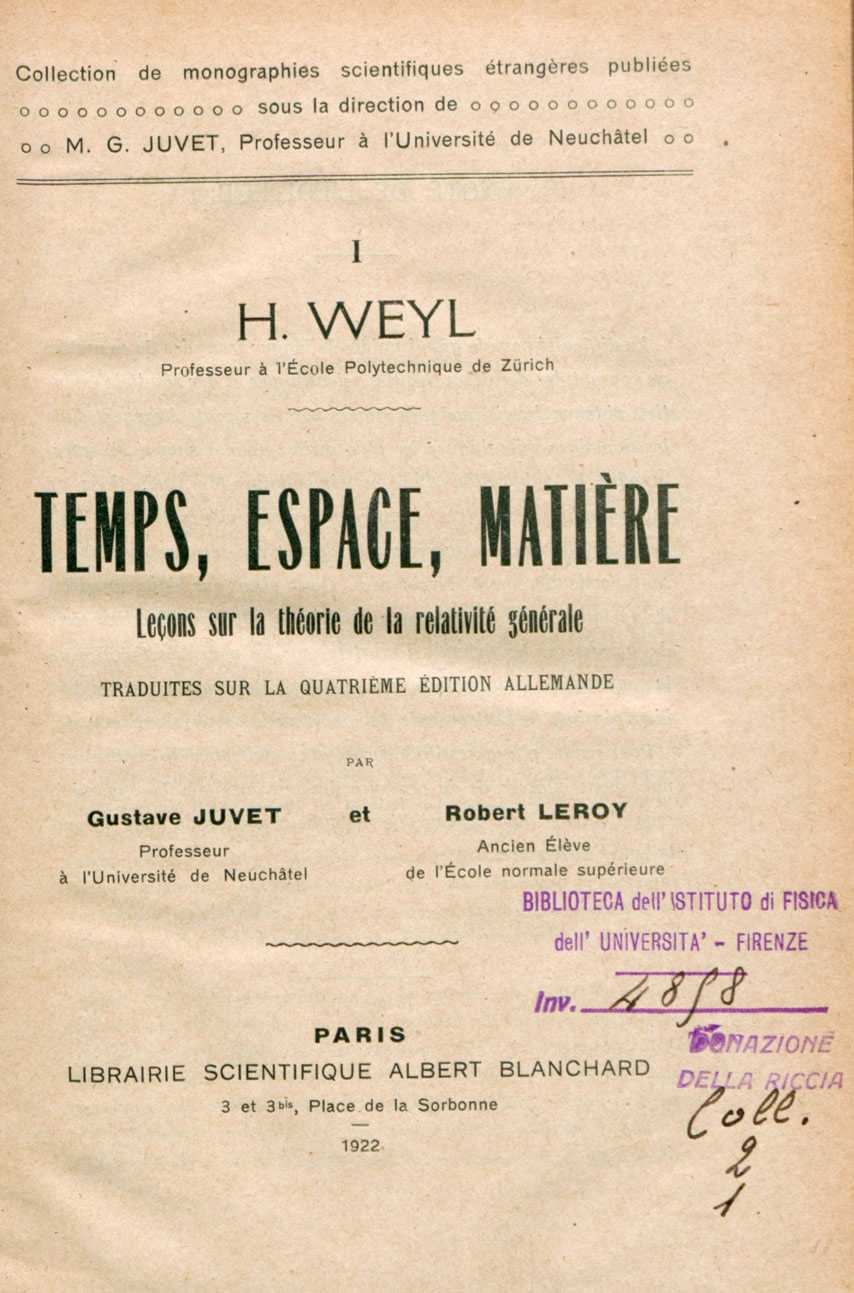
Raum, Zeit, Materie, 1922

- Hermann Weyl (1918): The Continuum: A Critical Examination of the Foundation of Analysis. ISBN 0-486-67982-9
- Hermann Weyl (1923): Mathematische Analyse des Raumproblems
- Hermann Weyl (1924): Was ist Materie?
- Weyl, Hermann,  "Gruppentheorie und Quantenmechanik". 1928.
- Weyl, Hermann, "Space Time Matter". June 1952. ISBN 0-486-60267-2
  - original title: "Raum, Zeit, Materie"
- (FR) Raum, Zeit, Materie, Paris, Librairie scientifique Albert Blanchard, 1922.
- Weyl, Hermann,  "On generalized Riemann matrices". Ann. of Math. 35, Vol. III, pp.~400—415, 1934.
- Weyl, Hermann, "Elementary Theory of Invariants". 1935
- Weyl, Hermann, "Symmetry". Princeton University Press, 1952. ISBN 0-691-02374-3
- Weyl, Hermann, "Philosophy of Mathematics and Natural Science". 1949.
- Weyl, Hermann, "The Concept of a Riemann Surface" Addison-Wesley, 1955.
- Weyl, Hermann (a cura di Chandrasekharan), "Gesammelte Abhandlungen". Vol IV. Springer, 1968.
- Weyl, Hermann,  "Classical Groups: Their Invariants And Representations". ISBN 0-691-05756-7